# Sympherobius californicus
Sympherobius californicus is een insect uit de familie van de bruine gaasvliegen (Hemerobiidae), die tot de orde netvleugeligen (Neuroptera) behoort. 
Sympherobius californicus is voor het eerst wetenschappelijk beschreven door Banks in 1911.